# Ken Leung
Ken Leung (født 21. januar 1970) er en amerikansk skuespiller, der blandt andet er kendt for sin rolle som Miles Straume i American Broadcasting Companys Lost.